# Oroonoko
Oroonoko: or, the Royal Slave (Nederlands: Oroenoko, of De koninklijke slaaf) is een prozavertelling van de Engelse schrijfster Aphra Behn (1640–1689), gepubliceerd in 1688 door William Canning.
De titulaire hoofdpersoon is een Afrikaanse prins uit Coramantien (Goudkust) die ontvoerd wordt en als slaaf naar de Britse kolonie Suriname wordt gebracht waar hij na een mislukte slavenopstand wordt geëxecuteerd.
De verteller van de roman is een vrouw, een van de Britse kolonisten, die Oroonoko in Suriname ontmoet. 
Het boek werd gepubliceerd een jaar voor Behns dood en wordt vaak gezien als de eerste Engelse roman. Sinds de jaren zeventig van de twintigste eeuw is er voor de tekst meer belangstelling gekomen bij literatuurcritici, die in Behn een voorloper zien van Britse vrouwelijke schrijvers en in Oroonoko een cruciale tekst in de ontwikkeling van de roman.